# Демарат
Демарат е името на спартански цар, от рода на Еврипонтидите, царувал над Спарта от 515 пр.н.е. до 491 пр.н.е..
Наследява на трона баща си Аристон. Остава известен в историята с измяната си – загубвайки борбата за трона със съперника си Клеомен I, бяга в персийския двор, където става един от персийските сатрапи и като такъв участва в похода на Ксеркс I през Втората Гръко-персийска война.